# Закон электромагнитной индукции Фарадея
Зако́н электромагни́тной инду́кции Фараде́я — один из важнейших законов электродинамики, гласящий, что 

для любого замкнутого контура порождаемая в нём магнитным полем электродвижущая сила (ЭДС) равна скорости изменения магнитного потока через этот контур, взятой со знаком минус,
или, опуская детали,

генерируемая ЭДС пропорциональна скорости изменения магнитного потока.
Под контуром понимается любая замкнутая кривая в пространстве; она может двигаться и деформироваться.
Если вдоль такой кривой проложен тонкий провод, ЭДС проявится протеканием индукционного тока, который может быть использован технически. Данный эффект лежит в основе принципов работы трансформаторов, дросселей, многих видов электродвигателей и генераторов. При этом индукционный ток направлен так, что его действие противоположно действию причины, вызвавшей этот ток (правило Ленца).

## Физическое содержание и значение закона
С современной точки зрения закон электромагнитной индукции констатирует несколько значимых моментов:
- возможность создания электрического поля ({\displaystyle \mathbf {E} }) за счёт магнитного ({\displaystyle \mathbf {B} }):

{\displaystyle \nabla \times \mathbf {E} =-{\frac {\partial \mathbf {B} }{\partial t}}},
то есть иначе чем с помощью электрических зарядов по закону Кулона ({\displaystyle \nabla \times } — обозначение ротора);
- существование формулы для циркуляции

{\displaystyle {\mathcal {E}}=\oint \mathbf {E} \cdot d\mathbf {l} =-{\frac {d\Phi }{dt}}}
(названной «ЭДС») электрического поля, порождаемого магнитным ({\displaystyle \Phi } — магнитный поток, {\displaystyle t} — время);
- факт индуцирования тока

{\displaystyle I=|{\mathcal {E}}|/R}
в замкнутом проводе с сопротивлением {\displaystyle R}, пронизываемом изменяющимся во времени магнитным потоком.
Электрическое поле, порождаемое таким способом, может быть зафиксировано пробным зарядом, но, в отличие от электростатического поля, не является потенциальным. Это поле с приведённым выше выражением для его циркуляции возникает при любом изменении магнитного потока независимо от того, есть провод вдоль контура или нет. Если есть, то потечёт ток (сам провод должен быть тонким, чтобы воспринимался как линия, но всё же не бесконечно тонким ради конечности сопротивления). Изначально закон был открыт именно для индуцированного тока, то есть в «электротехническом» смысле; рассуждения о полях появились позднее.
Исторически закон Фарадея явился одним из эмпирических законов, ставших базой для формулирования системы уравнений Максвелла. Однако в нынешней методологии, в рамках которой эти уравнения подаются как постулат, из них можно вывести закон электромагнитной индукции (логически «в обратном направлении»).

## История открытия закона
Электромагнитная индукция была обнаружена независимо друг от друга Майклом Фарадеем и Джозефом Генри в 1831 году, однако Фарадей первым опубликовал результаты своих экспериментов.
В первой экспериментальной демонстрации электромагнитной индукции (август 1831) Фарадей обмотал двумя проводами противоположные стороны железного тора (конструкция похожа на современный трансформатор). Основываясь на своей оценке недавно обнаруженного свойства электромагнита, он ожидал, что при включении тока в одном проводе особого рода волна пройдёт сквозь тор и вызовет некоторое электрическое влияние на его противоположной стороне. Он подключил один провод к гальванометру и смотрел на него, когда другой провод подключал к батарее. В самом деле, он увидел кратковременный всплеск тока (который он назвал «волной электричества»), когда подключал провод к батарее, и другой такой же всплеск, когда отключал его. В течение двух месяцев Фарадей нашёл несколько других проявлений электромагнитной индукции. Например, он увидел всплески тока, когда быстро вставлял магнит в катушку и вытаскивал его обратно, он генерировал постоянный ток во вращающемся вблизи магнита медном диске со скользящим электрическим проводом («диск Фарадея»).
Фарадей объяснил электромагнитную индукцию с использованием концепции так называемых силовых линий. Однако, большинство учёных того времени отклонили его теоретические идеи, в основном потому, что они не были сформулированы математически. Исключение составил Максвелл, который использовал идеи Фарадея в качестве основы для своей количественной электромагнитной теории. В работах Максвелла аспект изменения во времени электромагнитной индукции выражен в виде дифференциальных уравнений. Оливер Хевисайд назвал это законом Фарадея, хотя он несколько отличается по форме от первоначального варианта закона Фарадея и не учитывает индуцирование ЭДС при движении. Версия Хевисайда является формой признанной сегодня группы уравнений, известных как уравнения Максвелла.
Эмилий Христианович Ленц сформулировал в 1834 году закон (правило Ленца), который описывает «поток через цепь» и даёт направление индуцированной ЭДС и тока в результате электромагнитной индукции.

## «Двигательная» и «трансформаторная» ЭДС
Некоторые физики отмечают, что закон Фарадея в одном уравнении описывает два разных явления: двигательную ЭДС, генерируемую действием магнитной силы на движущийся провод, и трансформаторную ЭДС, генерируемую действием электрической силы вследствие изменения магнитного поля. Джеймс Клерк Максвелл обратил внимание на этот факт в своей работе О физических силовых линиях в 1861 году. Во второй половине части II этого труда Максвелл даёт отдельное физическое объяснение для каждого из этих двух явлений. Ссылка на эти два аспекта электромагнитной индукции имеется в некоторых современных учебниках. Как пишет Ричард Фейнман:

Таким образом, «правило потока» о том, что ЭДС в цепи равна скорости изменения магнитного потока через контур, применяется независимо от причины изменения потока: то ли потому что поле изменяется, то ли потому что цепь движется (или и то, и другое).... В нашем объяснении правила мы использовали два совершенно различных закона для двух случаев: {\displaystyle \mathbf {v} \times \mathbf {B} } для «движущейся цепи» и {\displaystyle \nabla \times \mathbf {E} =-\partial _{t}\mathbf {B} } для «меняющегося поля».

Мы не знаем никакого аналогичного положения в физике, когда такие простые и точные общие принципы требовали бы для своего реального понимания анализа с точки зрения двух различных явлений.— Ричард Фейнман,   Фейнмановские лекции по физике
Отражение этой очевидной дихотомии было одним из основных путей, которые привели Эйнштейна к разработке специальной теории относительности:

Известно, что электродинамика Максвелла — как её обычно понимают в настоящее время — при применении к движущимся телам приводит к асимметрии, которая, как кажется, не присуща этому явлению. Возьмем, к примеру, электродинамическое взаимодействие магнита и проводника. Наблюдаемое явление зависит только от относительного движения проводника и магнита, тогда как обычное мнение рисует резкое различие между этими двумя случаями, в которых либо одно, либо другое тело находится в движении. Ибо, если магнит находится в движении, а проводник покоится, в окрестности магнита возникает электрическое поле с определенной плотностью энергии, создавая ток там, где расположен проводник. Но если магнит покоится, а проводник движется, то в окрестности магнита никакое электрическое поле не возникает. В проводнике, однако, мы находим электродвижущую силу, для которой не существует соответствующей энергии самой по себе, но которая вызывает — предполагая равенство относительного движения в двух обсуждаемых случаях — электрические токи по тому же направлению и той же интенсивности, как в первом случае.

Примеры подобного рода вместе с неудачной попыткой обнаружить какое-либо движение Земли относительно «светоносной среды» предполагают, что явления электродинамики, а также механики не обладают свойствами, соответствующими идее абсолютного покоя.— Альберт Эйнштейн, К электродинамике движущихся тел
В общем случае объяснение появления двигательной ЭДС с помощью действия магнитной силы на заряды в движущемся проводе или в изменяющем свою площадь  контуре является неудовлетворительным. Действительно, заряды в проводе или в контуре могут вообще отсутствовать, исчезнет ли тогда сам эффект электромагнитной индукции в этом случае? Данная ситуация анализируется в статье, в которой при записи интегральных уравнений электромагнитного поля в четырёхмерном ковариантном виде вместо частной производной по времени в законе Фарадея появляется полная производная по времени от магнитного потока через контур. Таким образом, электромагнитная индукция возникает либо при изменении со временем магнитного поля, либо при изменении площади контура. С физической точки зрения лучше говорить не об ЭДС индукции, а об индуцированной напряжённости электрического поля {\displaystyle \mathbf {E} =-\nabla {\mathcal {E}}-\partial \mathbf {A} /\partial t}, возникающей в контуре при изменении магнитного потока. При этом вклад в {\displaystyle \mathbf {E} } от изменения магнитного поля осуществляется через член {\displaystyle -\partial \mathbf {A} /\partial t}, где {\displaystyle \mathbf {A} } есть векторный потенциал. Если же изменяется площадь контура при неизменном магнитном поле, то неизбежно движется какая-то часть контура, и в этой части контура в связанной с ней системе отсчёта K’ возникает электрическое поле {\displaystyle \mathbf {E} } – как результат лоренцевского преобразования имеющегося в неподвижной системе отсчёта K магнитного поля {\displaystyle \mathbf {B} }, пересекающего контур. Наличие в K’ поля {\displaystyle \mathbf {E} } рассматривается как результат эффекта индукции в движущемся контуре независимо от того, имеются ли заряды в контуре или нет. В проводящем контуре поле {\displaystyle \mathbf {E} } приводит заряды в движение. Это выглядит в системе отсчёта K как появление ЭДС индукции {\displaystyle {\mathcal {E}}}, градиент которой в виде {\displaystyle -\nabla {\mathcal {E}}}, взятый вдоль контура, как бы порождает поле {\displaystyle \mathbf {E} }.

## Поток через поверхность и ЭДС в контуре
Закон электромагнитной индукции Фарадея использует понятие магнитного потока {\displaystyle \Phi } через поверхность {\displaystyle \Sigma }, который определён через поверхностный интеграл:
{\displaystyle \Phi =\int \limits _{\Sigma }\mathbf {B} \cdot d\mathbf {S} },
где {\displaystyle d\mathbf {S} } — площадь элемента поверхности {\displaystyle \Sigma (t)}, {\displaystyle \mathbf {B} } — магнитное поле, а {\displaystyle \mathbf {B} \cdot d\mathbf {S} } — скалярное произведение {\displaystyle \mathbf {B} } и {\displaystyle d\mathbf {S} }. Предполагается, что поверхность имеет «устье», очерченное замкнутой кривой, обозначенной {\displaystyle \partial \Sigma (t)}. Закон индукции Фарадея утверждает, что, когда поток изменяется, при перемещении единичного положительного пробного заряда по замкнутой кривой {\displaystyle \partial \Sigma } возникает ЭДС {\displaystyle {\mathcal {E}}}, величина которой определяется по формуле:
{\displaystyle |{\mathcal {E}}|=\left|{{d\Phi } \over dt}\right|},
где {\displaystyle |{\mathcal {E}}|} — величина электродвижущей силы (ЭДС) в вольтах, а {\displaystyle \Phi } — магнитный поток в веберах. Направление электродвижущей силы определяется законом Ленца.
Для плотно намотанной катушки индуктивности, содержащей {\displaystyle N} витков, каждый с одинаковым магнитным потоком {\displaystyle \Phi _{1}}, закон индукции Фарадея утверждает, что:
{\displaystyle |{\mathcal {E}}|=N\left|{{d\Phi _{1}} \over dt}\right|},
где {\displaystyle \Phi _{1}} — магнитный поток в веберах на один виток.
Выбираемый путь {\displaystyle \partial \Sigma (t)} для нахождения ЭДС должен удовлетворять двум основным требованиям: (i) путь должен быть замкнутым, и (ii) путь должен охватывать относительное движение частей контура (источник происхождения {\displaystyle t}-зависимости в {\displaystyle \partial \Sigma (t)}. К требованиям не относится то, что путь должен совпадать с линией тока, но, конечно, ЭДС, которая находится по закону потока, будет считаться по выбранному пути. Если путь не совпадает с линией тока, то подсчитанная ЭДС, возможно, будет не та ЭДС, которая вызывает ток.

## Уравнение Фарадея — Максвелла
Переменное магнитное поле создаёт электрическое поле, описываемое уравнением Фарадея — Максвелла:
| {\displaystyle \nabla \times \mathbf {E} =-{\frac {\partial \mathbf {B} }{\partial t}}} |
Это уравнение присутствует в современной системе уравнений Максвелла, часто его называют законом Фарадея.
В другом виде закон Фарадея может быть записан через интегральную форму теоремы Кельвина-Стокса:
{\displaystyle \oint _{\partial \Sigma }\mathbf {E} \cdot d{\boldsymbol {\ell }}=-\int _{\Sigma }{\partial  \over {\partial t}}\mathbf {B} \cdot d\mathbf {S} }.
Для выполнения интегрирования требуется независимая от времени поверхность {\displaystyle \Sigma } (рассматриваемая в данном контексте как часть интерпретации частных производных). Приняты обозначения: {\displaystyle \Sigma } — поверхность, ограниченная замкнутым контуром {\displaystyle \partial \Sigma }, причём как {\displaystyle \Sigma }, так и {\displaystyle \partial \Sigma } являются фиксированными, не зависящими от времени; {\displaystyle \mathbf {E} } — электрическое поле; {\displaystyle d\ell } — бесконечно малый элемент контура {\displaystyle \partial \Sigma }; {\displaystyle \mathbf {B} } — магнитное поле; {\displaystyle d\mathbf {S} } — бесконечно малый элемент вектора поверхности {\displaystyle \Sigma }.
Элементы {\displaystyle d\ell } и {\displaystyle d\mathbf {S} } имеют неопределённые знаки. Чтобы установить правильные знаки, используется правило правой руки (см. статью о теореме Кельвина-Стокса). Для плоской поверхности {\displaystyle \Sigma } положительное направление элемента пути {\displaystyle d\ell } кривой {\displaystyle \partial \Sigma } определяется правилом правой руки, по которому на это направление указывают четыре пальца правой руки, когда большой палец указывает в направлении нормали {\displaystyle \mathbf {n} } к поверхности {\displaystyle \Sigma }.
Интеграл по {\displaystyle \partial \Sigma } называется интегралом по пути или криволинейным интегралом. Поверхностный интеграл в правой части уравнения Фарадея-Максвелла является явным выражением для магнитного потока {\displaystyle \Phi } через {\displaystyle \Sigma }. Видно, что ненулевой интеграл по пути для {\displaystyle \mathbf {E} } отличается от поведения электрического поля, создаваемого зарядами. Генерируемое зарядом {\displaystyle \mathbf {E} }-поле может быть выражено как градиент скалярного поля, которое является решением уравнения Пуассона и имеет нулевой интеграл по пути.
Интегральное уравнение справедливо для любого пути {\displaystyle \partial \Sigma } в пространстве и любой поверхности {\displaystyle \Sigma }, для которой этот путь является границей. 

Используя
{\displaystyle {\frac {\text{d}}{{\text{d}}t}}\int \limits _{\Sigma }{\mathbf {B} }{\text{ d}}\mathbf {S} =\int \limits _{\Sigma }{\left({\frac {\partial \mathbf {B} }{\partial t}}+\mathbf {v} \cdot (\nabla \cdot \mathbf {B} )+\nabla \times (\mathbf {B} \times \mathbf {v} )\right){\text{d}}}\mathbf {S} }
и принимая во внимание соотношения {\displaystyle \nabla \cdot \mathbf {B} =0}, {\displaystyle \mathbf {B} \times \mathbf {v} =-\mathbf {v} \times \mathbf {B} } и {\displaystyle \int _{\Sigma }\nabla \times \mathbf {X} \;\mathrm {d} \mathbf {S} =\oint _{\partial \mathbf {\Sigma } }\mathbf {X} \;{\text{d}}{\boldsymbol {\ell }}} (последнее — теорема Кельвина — Стокса), находим, что полная производная магнитного потока может быть выражена как
{\displaystyle \int \limits _{\Sigma }{\frac {\partial \mathbf {B} }{\partial t}}{\textrm {d}}\mathbf {S} ={\frac {\text{d}}{{\text{d}}t}}\int \limits _{\Sigma }{\mathbf {B} }{\text{ d}}\mathbf {S} +\oint _{\partial \Sigma }\mathbf {v} \times \mathbf {B} \,{\text{d}}{\boldsymbol {\ell }}}.
Добавляя член {\displaystyle \oint \mathbf {v} \times \mathbf {B} \mathrm {d} \mathbf {\ell } } к обеим частям уравнения Фарадея-Максвелла и вводя вышеприведённое уравнение, получаем
{\displaystyle \oint \limits _{\partial \Sigma }{(\mathbf {E} +\mathbf {v} \times \mathbf {B} )}{\text{d}}\ell =\underbrace {-\int \limits _{\Sigma }{\frac {\partial }{\partial t}}\mathbf {B} {\text{d}}\mathbf {S} } _{{\text{induced}}\ {\text{emf}}}+\underbrace {\oint \limits _{\partial \Sigma }{\mathbf {v} }\times \mathbf {B} {\text{d}}\ell } _{{\text{motional}}\ {\text{emf}}}=-{\frac {\text{d}}{{\text{d}}t}}\int \limits _{\Sigma }{\mathbf {B} }{\text{ d}}\mathbf {S} },
что и является законом Фарадея. Таким образом, закон Фарадея и уравнения Фарадея-Максвелла физически эквивалентны.
Рисунок показывает интерпретацию вклада магнитной силы в ЭДС в левой части уравнения. Площадь, заметаемая сегментом {\displaystyle d\ell } кривой {\displaystyle \partial \Sigma } за время {\displaystyle dt} при движении со скоростью {\displaystyle \mathbf {v} }, равна:
{\displaystyle d\mathbf {S} =-d{\boldsymbol {\ell \times v}}dt},
так что изменение магнитного потока {\displaystyle \Delta \Phi } через часть поверхности, ограниченной {\displaystyle \partial \Sigma }, за время {\displaystyle dt} равно
{\displaystyle {\frac {d\Delta \Phi }{dt}}=-\mathbf {B} \cdot \ d{\boldsymbol {\ell \times v}}\ =-\mathbf {v} \times \mathbf {B} \cdot \ d{\boldsymbol {\ell }}},
и, если сложить эти {\displaystyle \Delta \Phi }-вклады вокруг петли для всех сегментов {\displaystyle d\ell }, мы получим суммарный вклад магнитной силы в закон Фарадея. То есть этот термин связан с двигательной ЭДС.

## Некоторые примеры
В разделе обсуждаются примеры проявления закона электромагнитной индукции. Поведение соответствующих систем обычно можно описать с помощью силы Лоренца, но использование закона Фарадея часто более удобно. Насколько возможно, излагаются оба варианта.

### Пространственно меняющееся магнитное поле
Рассмотрим случай (см. рис. справа), когда прямоугольная замкнутая проволочная петля, расположенная в плоскости {\displaystyle xy}, перемещается в направлении оси {\displaystyle x} со скоростью {\displaystyle v}. Центр петли {\displaystyle x_{C}} удовлетворяет условию {\displaystyle v=dx_{C}/dt}. Петля имеет длину {\displaystyle \ell } в направлении оси {\displaystyle y} и ширину {\displaystyle w} в направлении оси {\displaystyle x}. Зависящее от времени пространственно меняющееся магнитное поле {\displaystyle B(x)} показано в направлении {\displaystyle z}. Магнитное поле на левой стороне равно {\displaystyle B(x_{C}-w/2)}, а на правой стороне {\displaystyle B(x_{C}+w/2)}. Электродвижущую силу можно найти либо с помощью закона Лоренца, либо используя вышеизложенный закон индукции Фарадея.
Закон Лоренца
Заряд {\displaystyle q} в проводнике на левой стороне петли испытывает силу Лоренца {\displaystyle q\mathbf {v} \times B\mathbf {k} =-qvB(x_{C}-w/2)\mathbf {j} } (где {\displaystyle \mathbf {j} }, {\displaystyle \mathbf {k} } — единичные векторы в направлениях {\displaystyle y} и {\displaystyle z}; см. векторное произведение векторов), что вызывает ЭДС (работу на единицу заряда) {\displaystyle v\ell B(x_{C}-w/2)} по всей длине левой стороны петли. На правой стороне петля аналогичное рассуждение показывает, что ЭДС равна {\displaystyle v\ell B(x_{C}+w/2)}. Две противоположные друг другу ЭДС толкают положительный заряд по направлению к нижней части петли. В случае, когда поле {\displaystyle \mathbf {B} } возрастает вдоль {\displaystyle x}, сила на правой стороне будет больше, а ток будет течь по часовой стрелке. Используя правило правой руки, получаем, что поле {\displaystyle B}, создаваемое током, противоположно приложенному полю. ЭДС, вызывающая ток, должна увеличиваться по направлению против часовой стрелки (в отличие от тока). Складывая ЭДС в направлении против часовой стрелки вдоль петли, находим:
{\displaystyle {\mathcal {E}}=v\ell [B(x_{C}+w/2)-B(x_{C}-w/2)]}.
Закон Фарадея
В любой точке петли магнитный поток через неё равен
{\displaystyle \Phi =\pm \int _{0}^{\ell }dy\int _{x_{C}-w/2}^{x_{C}+w/2}B(x)dx=\pm \ell \int _{x_{C}-w/2}^{x_{C}+w/2}B(x)dx}.
Выбор знака определяется по принципу, имеет ли нормаль к поверхности в данной точке то же направление, что и {\displaystyle \mathbf {B} }, или противоположное. Если нормаль к поверхности имеет то же направление, что и поле {\displaystyle B} наведённого тока, этот знак отрицательный. Производная по времени от потока (найденная методами дифференцирования сложной функции или по правилу Лейбница дифференцирования интеграла) равна
{\displaystyle {\frac {d\Phi }{dt}}=(-){\frac {d}{dx_{C}}}\left[\int _{0}^{\ell }dy\ \int _{x_{C}-w/2}^{x_{C}+w/2}dxB(x)\right]{\frac {dx_{C}}{dt}}=(-)v\ell [B(x_{C}+w/2)-B(x_{C}-w/2)]},
(где {\displaystyle v=dx_{C}/dt} является скоростью движения петли в направлении оси {\displaystyle x}), что приводит к
{\displaystyle {\mathcal {E}}=-{\frac {d\Phi }{dt}}=v\ell [B(x_{C}+w/2)-B(x_{C}-w/2)]},
как и в предыдущем случае.
Эквивалентность этих подходов общеизвестна, и в зависимости от решаемой задачи практичнее может оказаться либо тот, либо другой метод.

### Проводник, движущийся в постоянном магнитном поле
На рисунке показаны шпиндель, образованный двумя дисками с проводящими ободами, и проводники, расположенные вертикально между этими ободами. Ток скользящими контактами подается на проводящие обода. Эта конструкция вращается в магнитном поле, которое направлено радиально наружу и имеет одно и то же значение в любом направлении. то есть мгновенная скорость проводников, ток в них и магнитная индукция, образуют правую тройку, что заставляет проводники вращаться.
Сила Лоренца
В этом случае на проводники действует сила Ампера, а на единичный заряд в проводнике сила Лоренца — поток вектора магнитной индукции {\displaystyle \mathbf {B} }, ток в проводниках, соединяющих проводящие обода, направлен нормально к вектору магнитной индукции, тогда сила, действующая на заряд в проводнике, будет равна
{\displaystyle F=qBv},
где {\displaystyle v} = скорости движущегося заряда.
Следовательно, сила действующая на проводники,
{\displaystyle {\mathcal {F}}=IB\ell },
где {\displaystyle \ell } — длина проводников.
Здесь мы использовали {\displaystyle B} как некую данность, на самом деле она зависит от геометрических размеров ободов конструкции, и это значение можно вычислить, используя закон Био — Савара — Лапласа. Данный эффект используется и в другом устройстве, называемом рельсотроном.
Закон Фарадея
Интуитивно привлекательный, но ошибочный подход к использованию правила потока выражает поток через цепь по формуле {\displaystyle \Phi =Bw\ell }, где {\displaystyle w} — ширина движущейся петли.
Ошибочность такого подхода в том, что это не рамка в обычном понимании этого слова. Прямоугольник на рисунке образован отдельными проводниками, замкнутыми на обод. Как видно на рисунке, ток по обоим проводникам течет в одном направлении, то есть здесь отсутствует понятие «замкнутый контур».
Наиболее простое и понятное объяснение этому эффекту дает понятие сила Ампера. То есть вертикальный проводник может быть вообще один, чтобы не вводить в заблуждение. Или же проводник конечной толщины может быть расположен на оси, соединяющей обода. Диаметр проводника должен быть конечным и отличаться от нуля, чтобы момент силы Ампера был ненулевой.

### Анализ в системе движущегося наблюдателя
Вернёмся к первому примеру с движущейся прямоугольной петлёй. В движущейся системе отсчета выявляется тесная связь между {\displaystyle E}- и {\displaystyle B}-полями, а также между двигательной и индуцированной ЭДС. Представим себе наблюдателя, движущегося вместе с петлёй. Наблюдатель вычисляет ЭДС в петле с использованием как закона Лоренца, так и с использованием закона электромагнитной индукции Фарадея. Поскольку этот наблюдатель движется с петлей, он не видит никакого движения петли, то есть нулевую величину {\displaystyle \mathbf {v} \times \mathbf {B} }. Однако, поскольку поле {\displaystyle B} меняется в точке {\displaystyle x}, движущийся наблюдатель видит изменяющееся во времени магнитного поля, а именно:
{\displaystyle \mathbf {B} =\mathbf {k} {B}(x+vt)},
где {\displaystyle \mathbf {k} } — единичный вектор в направлении {\displaystyle z}.
Закон Лоренца
Уравнение Фарадея-Максвелла говорит, что движущийся наблюдатель видит электрическое поле {\displaystyle E_{y}} в направлении оси {\displaystyle y}, определяемое по формуле:
{\displaystyle \nabla \times \mathbf {E} =\mathbf {k} \ {\frac {dE_{y}}{dx}}=-{\frac {\partial \mathbf {B} }{\partial t}}=-\mathbf {k} {\frac {dB(x+vt)}{dt}}=-\mathbf {k} {\frac {dB}{dx}}v}.
Применяя правило дифференцирования сложной функции, имеем:
{\displaystyle {\frac {dB}{dt}}={\frac {dB}{d(x+vt)}}{\frac {d(x+vt)}{dt}}={\frac {dB}{dx}}v}.
Решение для {\displaystyle E_{y}} с точностью до постоянной, которая ничего не добавляет в интеграл по петле:
{\displaystyle E_{y}(x,\ t)=-B(x+vt)\ v}.
Используя закон Лоренца, в котором имеется только компонента электрического поля, наблюдатель может вычислить ЭДС по петле за время {\displaystyle t} по формуле:
{\displaystyle {\mathcal {E}}=-\ell [E_{y}(x_{C}+w/2,\ t)-E_{y}(x_{C}-w/2,\ t)]=v\ell [B(x_{C}+w/2+vt)-B(x_{C}-w/2+vt)]},
и мы видим, что точно такой же результат найден для неподвижного наблюдателя, который видит, что центр масс {\displaystyle x_{C}} сдвинулся на величину {\displaystyle x_{C}+vt}. Однако, движущийся наблюдатель получил результат под впечатлением, что в законе Лоренца действовала только  электрическая  составляющая, тогда как неподвижный наблюдатель думал, что действовала только  магнитная  составляющая.
Закон индукции Фарадея
Для применения закона индукции Фарадея рассмотрим наблюдателя, движущегося вместе с точкой {\displaystyle x_{C}}. Он видит изменение магнитного потока, но петля ему кажется неподвижной: центр петли {\displaystyle x_{C}} фиксирован, потому что наблюдатель движется вместе с петлёй. Тогда поток:
{\displaystyle \Phi =-\int _{0}^{\ell }dy\int _{x_{C}-w/2}^{x_{C}+w/2}B(x+vt)dx},
где знак минуса возникает из-за того, что нормаль к поверхности имеет направление, противоположное приложенному полю {\displaystyle B}. Из закона индукции Фарадея ЭДС равна:
{\displaystyle {\mathcal {E}}=-{\frac {d\Phi _{B}}{dt}}=\int _{0}^{\ell }dy\int _{x_{C}-w/2}^{x_{C}+w/2}{\frac {d}{dt}}B(x+vt)dx=\int _{0}^{\ell }dy\int _{x_{C}-w/2}^{x_{C}+w/2}{\frac {d}{dx}}B(x+vt)\ v\ dx=}
{\displaystyle \qquad \qquad =v\ell \ [B(x_{C}+w/2+vt)-B(x_{C}-w/2+vt)]},
и мы видим тот же результат. Производная по времени используется при интегрировании, поскольку пределы интегрирования не зависят от времени. Опять же, для преобразования производной по времени в производную по {\displaystyle x} используются методы дифференцирования сложной функции.
Неподвижный наблюдатель видит ЭДС как  двигательную , тогда как движущийся наблюдатель думает, что это  индуцированная  ЭДС.

## Электротехнические применения явления

### Электрический генератор
Явление возникновения ЭДС, порождённой по закону индукции Фарадея из-за относительного движения контура и магнитного поля, лежит в основе работы электрических генераторов. Если постоянный магнит перемещается относительно проводника или, наоборот, проводник перемещается относительно магнита, то возникает электродвижущая сила. Если проводник подключён к электрической нагрузке, то через неё будет течь ток, и следовательно, механическая энергия движения будет превращаться в электрическую энергию. Одной из возможных реализаций этой идеи является диск Фарадея, показанный в упрощённом виде на рисунке справа.
В примере диска Фарадея диск вращается в однородном магнитном поле, перпендикулярном диску, в результате чего возникает ток в радиальном плече благодаря силе Лоренца. Интересно понять, как получается, что чтобы управлять этим током, необходима механическая работа. Когда генерируемый ток течёт через проводящий обод, по закону Ампера этот ток создаёт магнитное поле (на рисунке оно подписано «индуцированное {\displaystyle B}» — Induced {\displaystyle B}). Обод, таким образом, становится электромагнитом, который сопротивляется вращению диска (пример правила Ленца). В дальней части рисунка обратный ток течёт от вращающегося плеча через дальнюю сторону обода к нижней щётке. Поле В, создаваемое этим обратным током, противоположно приложенному полю, вызывая сокращение потока через дальнюю сторону цепи, в противовес увеличению потока, вызванного вращением. На ближней стороне рисунка обратный ток течёт от вращающегося плеча через ближнюю сторону обода к нижней щётке. Индуцированное поле {\displaystyle B} увеличивает поток по эту сторону цепи, в противовес снижению потока, вызванного вращением. Таким образом, обе стороны цепи генерируют ЭДС, препятствующую вращению. Энергия, необходимая для поддержания движения диска в противовес этой реактивной силе, в точности равна вырабатываемой электрической энергии (плюс энергия на компенсацию потерь из-за трения, из-за выделения тепла Джоуля и прочее). Такое поведение является общим для всех генераторов преобразования механической энергии в электрическую.
Хотя закон Фарадея описывает работу любых электрических генераторов, детальный механизм в разных случаях может отличаться. Когда магнит вращается вокруг неподвижного проводника, меняющееся магнитное поле создаёт электрическое поле, как описано в уравнении Максвелла-Фарадея, и это электрическое поле толкает заряды через проводник. Этот случай называется  индуцированной  ЭДС. С другой стороны, когда магнит неподвижен, а проводник вращается, на движущиеся заряды воздействует магнитная сила (как описывается законом Лоренца), и эта магнитная сила толкает заряды через проводник. Этот случай называется  двигательной  ЭДС.

### Электродвигатель
Электрический генератор может работать в «обратном направлении» и становиться двигателем. Рассмотрим, например, диск Фарадея. Предположим, постоянный ток течёт через проводящее радиальное плечо от какого-либо напряжения. Тогда по закону силы Лоренца на этот движущийся заряд воздействует сила в магнитном поле {\displaystyle B}, которая будет вращать диск в направлении, определённым правилом левой руки. При отсутствии эффектов, вызывающих диссипативные потери, таких как трение или тепло Джоуля, диск будет вращаться с такой скоростью, чтобы {\displaystyle d\Phi /dt} было равно напряжению, вызывающему ток.

### Электрический трансформатор
ЭДС, предсказанная законом Фарадея, является также причиной работы электрических трансформаторов. Когда электрический ток в проволочной петле изменяется, меняющийся ток создаёт переменное магнитное поле. Второй провод в доступном для него магнитном поле будет испытывать эти изменения магнитного поля как изменения связанного с ним магнитного потока {\displaystyle d\Phi /dt}. Электродвижущая сила, возникающая во второй петле, называется индуцированной ЭДС или ЭДС трансформатора. Если два конца этой петли связать через электрическую нагрузку, то через неё потечёт ток.

### Электромагнитные расходомеры
Закон Фарадея используется для измерения расхода электропроводящих жидкостей и суспензий. Такие приборы называются магнитными расходомерам. Наведённое напряжение ℇ, генерируемое в магнитном поле {\displaystyle B} за счет проводящей жидкости, движущейся со скоростью {\displaystyle v} определяется по формуле:
{\displaystyle {\mathcal {E}}=B\ell v},
где {\displaystyle \ell } — расстояние между электродами в магнитном расходомере.

## Паразитная индукция и тепловые потери
В любом металлическом объекте, движущемся по отношению к статическому магнитному полю, будут возникать индукционные токи, как и в любом неподвижном металлическом предмете по отношению к движущемуся магнитному полю. Эти энергетические потоки в сердечниках трансформаторов нежелательны, из-за них в слое металла течёт электрический ток, который нагревает металл.
В соответствии с правилом Ленца вихревые токи протекают внутри проводника по таким путям и направлениям, чтобы своим действием возможно сильнее противится причине, которая их вызывает. Вследствие этого при движении в магнитном поле на хорошие проводники действует тормозящая сила, вызываемая взаимодействием вихревых токов с магнитным полем. Этот эффект используется в ряде приборов для демпфирования колебаний их подвижных частей.
Есть ряд методов, используемых для борьбы с этими нежелательными индуктивными эффектами.
- Электромагниты в электрических двигателях, генераторах и трансформаторах не делают из сплошного металла, а используют тонкие листы жести, называемые «ламинатами». Эти тонкие пластины уменьшают паразитные вихревые токи, как будет описано ниже.
- Катушки индуктивности в электронике обычно используют магнитные сердечники. Чтобы минимизировать паразитный ток, их делают из смеси металлического порошка со связующим наполнителем, и они имеют различную форму. Связующий материал предотвращает прохождение паразитных токов через порошковый металл.

### Расслоение электромагнита
Вихревые токи возникают, когда сплошная масса металла вращается в магнитном поле, так как внешняя часть металла пересекает больше силовых линий, чем внутренняя, следовательно, индуцированная электродвижущая сила неравномерна и стремится создать токи между точками с наибольшим и наименьшим потенциалами. Вихревые токи потребляют значительное количество энергии, и это часто приводит к нежелательному повышению температуры.
На этом примере показаны всего пять ламинатов или пластин для демонстрации расщепления вихревых токов. На практике число пластин или перфорация составляет от 40 до 66 на дюйм, что приводит к снижению потерь на вихревых токах примерно до одного процента. Пластины могут быть отделены друг от друга изоляцией, но, поскольку возникающие напряжения чрезвычайно низки, естественной ржавчины или оксидного покрытия пластин достаточно, чтобы предотвратить ток через пластины.
Это ротор от двигателя постоянного тока диаметром примерно 20 мм, используемого в проигрывателях компакт-дисков. Для снижения паразитных индуктивных потерь сделано расслоение полюса электромагнита на части.

### Потери в катушках индуктивности
На этой иллюстрации сплошной медный стержень катушки индуктивности во вращающемся якоре просто проходит под кончиком полюса N магнита. Силовые линии через стержень распределены неравномерно. Магнитное поле имеет большую концентрацию и, следовательно, сильнее на левом краю медного стержня (a, b), тогда как слабее по правому краю (c, d). Поскольку два края стержня будут двигаться с одинаковой скоростью, это различие в напряженности поля через стержень создаст вихри тока внутри медного стержня.
Это одна из причин, по которой устройства с высоким напряжением, как правило, более эффективны, чем низковольтные устройства. Высоковольтные устройства имеют множество небольших витков провода в двигателях, генераторах и трансформаторах. Эти многочисленные небольшие витки провода в электромагните разбивают вихревые потоки, а в пределах больших, толстых катушек индуктивности низкого напряжения образуется вихревые токи большей величины.